# 弗拉茨河
46°32′36″N 9°53′32″E / 46.54337°N 9.89220°E

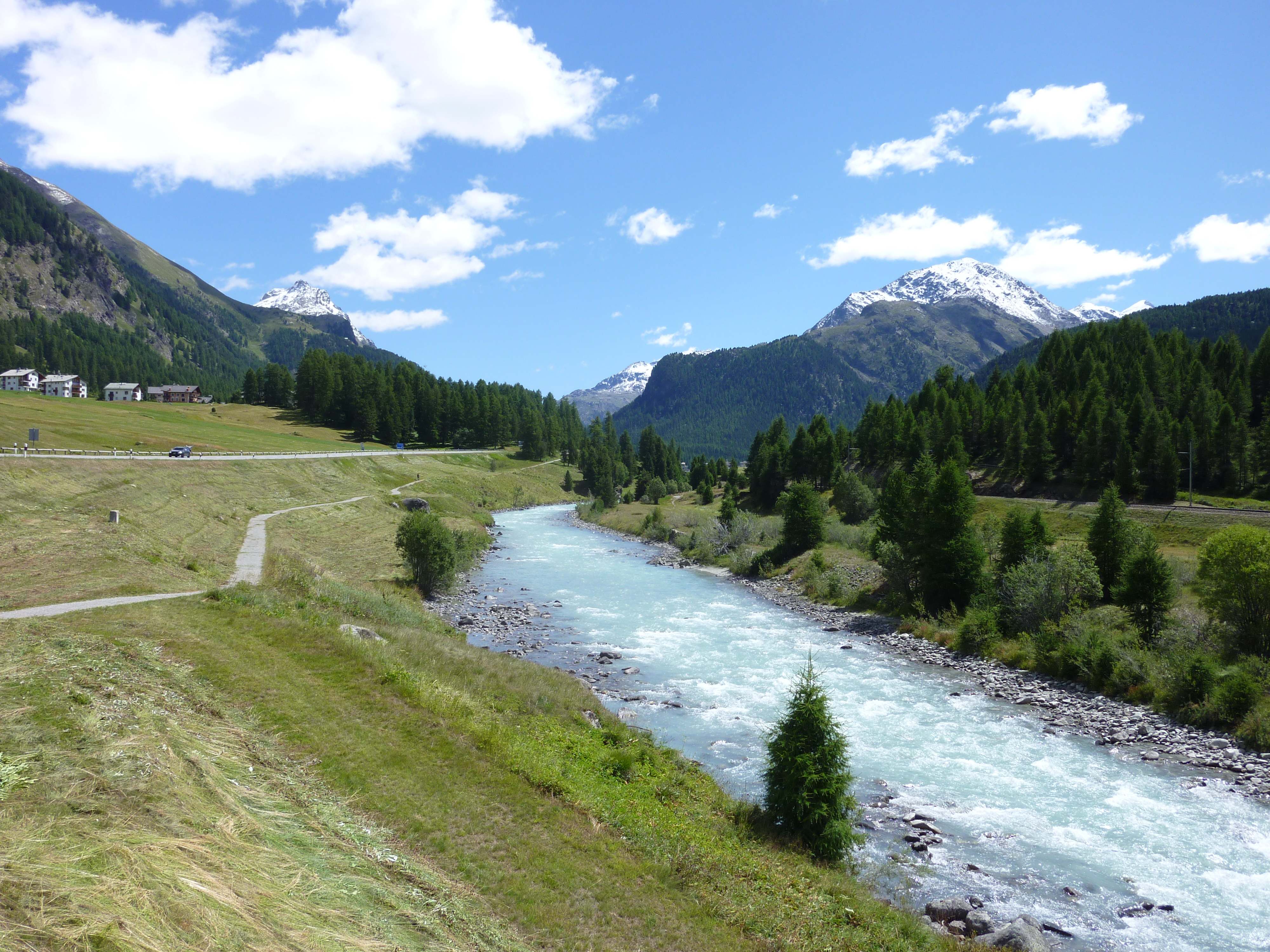

弗拉茨河是瑞士的河流，位於該國東南部，流經格勞賓登州，屬於因河的支流，河道全長6.5公里，流域面積193平方公里，河口處在薩梅丹。